# Oranjekanaal (Drenthe)
Het Oranjekanaal (Drents: Oranjeknaol) loopt van de Drentsche Hoofdvaart bij Hoogersmilde tot de Hoogeveensche Vaart (Van Echtenskanaal) in Klazienaveen. Het bevindt zich in de Nederlandse provincie Drenthe.

## Het kanaal
Tussen begin en eindpunt van het kanaal was een hoogteverschil van zo'n 7 meter. Het kanaal had daarom vroeger 4 sluizen waarvan er momenteel nog 3 bestaan:
- Sluis 1 of Oranjesluis bij Hoogersmilde
- Sluis 2 bij Zwiggelte
- Sluis 3 bij Orvelte
- (Sluis 4) bij Westenesch is vervallen

Op 25 mei 2012 werd de Bargersluis in Oranjedorp door wethouder Bouke Arends heropend. De sluis maakt het mogelijk om met de boot naar Emmen te varen en in Zuidbarge aan te leggen om vervolgens via een fraaie wandelroute het centrum van Emmen te bezoeken.

## Geschiedenis
Het 48 km lange kanaal is tussen 1853 en 1861 aangelegd ter ontsluiting van het veengebied ten westen van Odoorn en de Bargervenen, ten oosten van Emmen. Daarnaast was het de bedoeling om de bij het graven gevonden zwerfkeien te verhandelen. 
Aanvankelijk zou het kanaal het Middenkanaal genoemd worden, maar ter ere van koning Willem III werd de naam van het kanaal, met instemming van het hof, gewijzigd in Oranjekanaal.
Voor de exploitatie van het kanaal werd door enkele Hollandse geldschieters de Drentsche Veen- en Middenkanaal Maatschappij (DVMKM) opgericht. De plannen van de oprichters zijn niet of nauwelijks gerealiseerd. Met de keien kon weinig verdiend worden. Ook de turfwinning werd geen succes vanwege afwateringsproblemen van het veen op het kanaal.
In 1923 is het kanaal als een project in het kader van de werkverschaffing verbreed en uitgediept, maar ook in de jaren daarna bleef het kanaal onrendabel.
Het aantal schepen dat van het Oranjekanaal gebruik maakte viel nogal tegen. Na de Tweede Wereldoorlog is het kanaal in handen van het Rijk gekomen, omdat het onderhoud te veel werd voor de DVMKM. Na korte tijd is het bezit overgegaan naar de provincie Drenthe.
Het kanaal is sinds 1976 onttrokken aan het scheepvaartverkeer. Er zijn plannen om het weer bevaarbaar te maken voor de pleziervaart. Tot nu toe is daar nog niets van gekomen vanwege de hoge kosten voor renovatie van bruggen en sluizen.
De betekenis van het kanaal voor de flora en fauna van het gebied is echter steeds groter geworden en daarmee heeft het kanaal zich onbedoeld ontwikkeld tot een landschappelijk waardevol gebied.

### Beschrijving van de aanleg door een ooggetuige
In 1857 beschreef ds. J.F. Asma de aanleg van het Oranjekanaal tijdens een bezoek aan Drenthe:
Daarna begaven wij ons naar de sluis, volgens bestek met een houten kolk. Het water wordt door één paar deuren hoog opgeschut, terwijl de kolk op 't lage peil der Hoofdvaart stond en daardoor de dorpel binnen de sluis bijkans boven 't water. Die deuren hadden alzo veel te weerstaan, zij sloten uitmuntend. Op mijn vraag of dat een proefneming was, kwam het antwoord, dat zulks op last geschiedde, ter voorkoming van doorsijpeling door de houten kolkwanden en het weglopen van 't zand, dat grote ongelegenheid kon veroorzaken

## Uitbreiding van het vaarwegennet
Het kanaal heeft twee zijtakken, de Borgerzijtak en de Odoornerzijtak.
Beide zijn aangelegd om respectievelijk de Odoornervenen eenvoudiger te kunnen aansnijden en om de omgeving van Odoorn van een vaarweg te voorzien. Men heeft plannen gehad voor een Weerdingerzijtak, maar die is nooit gerealiseerd. In 1880 werd concessie verleend voor een verbinding van het Oranjekanaal met de Hoogeveense Vaart. Deze verbinding werd in 1894 gerealiseerd en staat bekend als de Bladderswijk. Aan deze wijk ligt Oranjedorp dat vroeger Kollingsveen heette. Tussen 1925 en 1930 werd het Kanaal Buinen-Schoonoord gegraven. Dit kanaal was voornamelijk een kanalisering van een deel van het Voorste Diep, dat ten zuiden van Borger de Hondsrug doorsnijdt.

## Geografie
Op de foto's is goed te zien hoe het kanaal een zandrug doorsnijdt.

## Straatnaam
De straat aan weerszijden langs het kanaal heet voor het merendeel ook Oranjekanaal, met de toevoeging Noordzijde of Zuidzijde, meestal afgekort (NZ of ZZ). Echter in het dorp Oranje is de straatnaam aan beide kanten simpelweg Oranje.

## Trivia
- Het kanaal wordt genoemd in het lied Op fietse van Skik.
- Daniel Lohues zong in 2006 een nieuw nummer (Moordlied) over een moordpartij bij het Oranjekanaal, geschreven ter gelegenheid van het 150-jarig bestaan van het kanaal.